# (26994) 1997 XU1
1997 أكس يو 1 (ويعرف أيضًا باسم (26994) 1997 أكس يو 1 وفق تسمية الكوكب الصغير) (بالإنجليزية: 1997 XU1)‏ هو كويكب ضمن حزام الكويكبات؛ وترتيبه 26994 من حيث الاكتشاف.
اكتُشف هذا الجُرم الفلكي بواسطة تاكيشي أوراتا ‏ في 2 ديسمبر 1997.

## وصلات خارجية
- (26994) 1997 XU1 في قاعدة بيانات مختبر الدفع النفاث لأجرام النظام الشمسي الصغيرة

- الاكتشاف · مخطط المدار ·  العناصر المدارية · المعلمات المادية

- (26994) 1997 XU1 على موقع ويكي سكاي: DSS2, SDSS, GALEX, IRAS, Hydrogen α, X-Ray, Astrophoto, Sky Map, Articles and images